# RTCA
RTCA (acrònim anglès de Radio Technical Commission for Aeronautics), comissió tècnica per l'aeronàutica, és una organització sense ànim de lucre dels EUA amb seu a Washington DC i fou creada el 1935. Aquesta organització realitza recomanacions per la comunicació, navegació i control de la gestió del tràfic aeri (CNS/ATM).
La RTCA té el caràcter d'una «comissió federal consultiva». Les seves recomanacions sòn adoptades per les autoritats federals desl EUA (Federal Aviation Administration, FAA), i per empreses privades. La „Software Considerations in Airborne Systems and Equipment Certification“ DO-178B ha estat, per exemple, declarada d'obligat cumplimiment per la FAA y l'Agéncia Europea de Seguretat Aèria (EASA) per al desenvolupament de programari en avions.

L'organització equivalent a l'RTCA a Europa és l'European Organization for Civil Aviation Equipment, abreujat EUROCAE. Aquestes dues organitzacions, EUROCAE i RTCA, treballen tot sovint plegats (també treballen amb l'organització SAE). Alguns documents, per exemple el DO-160 (ED-14), que tracta sobre les influències de l'entorn (ex. llamps), es desenvolupa de forma conjunta. El document DO-160 serveix com a requisit mínim dins la indústria aeronàutica per a la protecció de l'electrònica davant la influència exterior, inclosa la compatibilidad electromagnética.

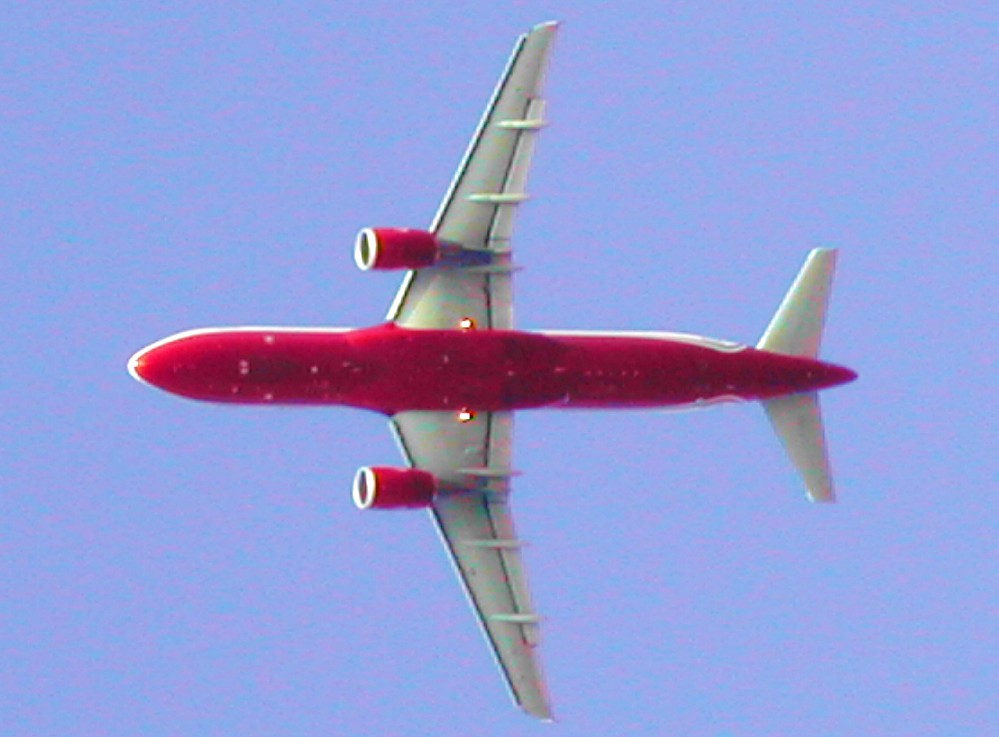
Fig.1 Objecte estudi de l'RTCA

## Normativa RTCA
- RTCA DO-160, Procediments d'assaig i condicions ambientals per a equipament aeri :[1]
  - RTCA/DO-160E/F Secció 4: Temperatura i Altitud
  - RTCA/DO-160E/F Secció 5: Variacions de Temperatura
  - RTCA/DO-160E/F Secció 6: Humitat
  - RTCA/DO-160E/F Secció 7: Seguretat en col·lisions i xocs
  - RTCA/DO-160E/F Secció 8: Vibracions
  - RTCA/DO-160E/F Secció 9: Assaig resistència a l'Explosió
  - RTCA/DO-160E/F Secció 10: Assaig resistència a l'aigua
  - RTCA/DO-160E/F Secció 11: Susceptibilitat a Fluids
  - RTCA/DO-160E/F Secció 12: Sorra i Pols
  - RTCA/DO-160E/F Secció 13: Resistència a fongs
  - RTCA/DO-160E/F Secció 14: Ruixats de sal
  - RTCA/DO-160E/F Secció 15: Efecte magnètic
  - RTCA/DO-160E/F Secció 16: Entrada d'alimentació
  - RTCA/DO-160E/F Secció 17: Pics de tensió
  - RTCA/DO-160E/F Secció 18: Susceptibilitat conduïda a freqüències d'àudio – Entrades d'alimentació
  - RTCA/DO-160E/F Secció 19: Susceptibilitat a senyals induïts
  - RTCA/DO-160E/F Secció 20: Susceptibilitat a senyals RF (Radiada i Conduïda)
  - RTCA/DO-160E/F Secció 21: Emissió d'energia RF
  - RTCA/DO-160E/F Secció 22: Susceptibilitat a transitoris induïts per llamps
  - RTCA/DO-160E/F Secció 24: Congelació
  - RTCA/DO-160E/F Secció 25: Descàrregues electroestàtiques
  - RTCA/DO-160E/F Secció 26: Foc, Flamabilitat